# Бороничево
Боро́ничево — деревня в Вындиноостровском сельском поселении Волховского района Ленинградской области.

## История
Деревня Бороничева упоминается карте Санкт-Петербургской губернии 1792 года А. М. Вильбрехта.
На карте Санкт-Петербургской губернии Ф. Ф. Шуберта 1834 года обозначена деревня Бороничево, состоящая из 24 крестьянских дворов.

БОРОНИЧЕВО — деревня принадлежит генерал-лейтенанту Шкурину, число жителей по ревизии: 41 м. п., 41 ж. п. (1838 год)

Согласно карте профессора С. С. Куторги 1852 года деревня называлась Бороничева и состояла из 24 дворов.

БОРОНИЧЕВО — деревня наследников генерал-лейтенанта Шкурина, по просёлочной дороге, число дворов — 16, число душ — 38 м. п. (1856 год)

БОРОНИЧЕВО — деревня владельческая при колодцах, число дворов — 26, число жителей: 26 м. п., 39 ж. п.; Часовня (Илии Пророка) православная. (1862 год)

В конце XIX века деревня административно относилась к Михайловской волости 1-го стана Новоладожского уезда Санкт-Петербургской губернии, в начале XX века — 2-го стана.
По данным «Памятной книжки Санкт-Петербургской губернии» за 1905 год существовали две смежные деревни Бороничево, обе бывшие государственные.

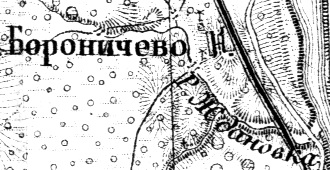
Деревня Бороничево на карте 1915 года

Согласно военно-топографической карте Петроградской и Новгородской губерний издания 1915 года в деревне были две ветряные мельницы.
С 1917 по 1919 год деревня Бороничево входила в состав Михайловской волости Новоладожского уезда.
С 1919 года в составе Боровского сельсовета Пролетарской волости Волховского уезда.
С 1924 года в составе Морозовского сельсовета.
Согласно данным переписи населения СССР 1926 года в деревне Бороничево проживали 129 человек — большинство русские, а также поляки.
С 1927 года в составе Волховского района.
С 1928 года в составе Порожского сельсовета.
По данным 1933 года деревня называлась Боронячево и входила в состав Порожского сельсовета Волховского района.
В 1939 году население деревни Бороничево составляло 42 человека.

План деревни Бороничево. 1941 год

Согласно топографической карте РККА 1941 года деревня насчитывала 29 дворов.
С 1958 года в составе Волховского сельсовета. В 1958 году население деревни Бороничево составляло 42 человека.
По данным 1966, 1973 и 1990 годов деревня Бороничево также входила в состав Волховского сельсовета Волховского района.
В 1997 году в деревне Бороничево Вындиноостровской волости проживали 3 человека, в 2002 году — 11 человек (все русские).
В 2007 году в деревне Бороничево Вындиноостровского СП — 2.

## География
Деревня расположена в юго-западной части района на левом берегу реки Волхов на автодороге 41К-369 (Бор — Вольково), в месте примыкания её к автодороге 41А-006 (Зуево — Новая Ладога).
Расстояние до административного центра поселения — 4 км.
Близ деревни проходит железнодорожная линия Волховстрой I — Чудово и находится остановочный пункт, платформа 11 км.
Расстояние до железнодорожной платформы Гостинополье — 3 км.
Деревня находится на левом берегу реки Ждановки.

## Демография
| 1862 | 2002 | 2007 | 2010 | 2017 |
| ---- | ---- | ---- | ---- | ---- |
| 65   | ↘11  | ↘2   | ↗15  | ↘7   |

### Национальный состав
Согласно данным Всероссийской переписи населения 2021 года в деревне проживали 23 человека, из них:
 русские — 22, немцы — 1 человек.